# Sweeney Todd: The Demon Barber of Fleet Street (саундтрек)
Sweeney Todd: The Demon Barber of Fleet Street (The Motion Picture Soundtrack) (рус. Суи́ни Тодд, де́мон-парикма́хер с Флит-стрит — саундтре́к) — саундтрек к фильму Тима Бёртона «Суини Тодд, демон-парикмахер с Флит-стрит», выпущенный 18 декабря 2007 года.

## История создания
Музыка к картине «Суини Тодд, демон-парикмахер с Флит-стрит» была взята из одноимённого мюзикла, на основе которого фильм был снят. Тим Бёртон, режиссёр, решил удалить или существенно укоротить большее количество композиций оригинального мюзикла, в частности, увертюру The Ballad of Sweeney Todd. В интервью Стивен Сондхейм, автор текстов и музыки, сказал: «Да, много изменений, дополнений и удалений… Но если вы просто примиритесь с ними, то проведёте время захватывающе».
Sweeney Todd: The Demon Barber of Fleet Street был выпущен 18 декабря 2007 года. А. О. Скотт в газете The New York Times оценил голос Джонни Деппа как «резкий и тонкий, но удивительно реалистичный». Другой критик в New York Times написал, что «слух Деппа, очевидно, превосходный, поскольку его высота звука мертвецки точна».

## Список композиций
Слова и музыка всех песен — Стивена Сондхайма.
| №   | Название                           | Исполнитель (-и)                   | Длительность |
| --- | ---------------------------------- | ---------------------------------- | ------------ |
| 1.  | «Opening Title»                    |                                    | 3:30         |
| 2.  | «No Place Like London» ()          | Джонни Депп, Джейми Кэмпбелл Бауэр | 5:31         |
| 3.  | «The Worst Pies in London»         | Хелена Бонэм Картер                | 2:23         |
| 4.  | «Poor Thing» ()                    | Бонэм Картер                       | 3:09         |
| 5.  | «My Friends»                       | Депп, Бонэм Картер                 | 3:48         |
| 6.  | «Green Finch and Linnet Bird»      | Джейн Вайзнер                      | 2:16         |
| 7.  | «Alms! Alms!» ()                   | Лора Мишель Келли                  | 1:16         |
| 8.  | «Johanna»                          | Кэмпбелл Бауэр                     | 1:57         |
| 9.  | «Pirelli’s Miracle Elixir»         | Эд Сандерс, Депп, Бонэм Картер     | 2:00         |
| 10. | «The Contest» ()                   | Саша Барон Коэн                    | 3:39         |
| 11. | «Wait»                             | Бонэм Картер                       | 2:38         |
| 12. | «Ladies in Their Sensitivities» () | Тимоти Сполл                       | 1:23         |
| 13. | «Pretty Women» ()                  | Депп, Алан Рикман                  | 4:27         |
| 14. | «Epiphany»                         | Депп                               | 3:16         |
| 15. | «A Little Priest» ()               | Бонэм Картер, Депп                 | 5:15         |
| 16. | «Johanna» (Reprise)                | Кэмпбелл Бауэр, Депп, Келли        | 5:42         |
| 17. | «God, That’s Good!»                | Сандерс, Бонэм Картер              | 2:46         |
| 18. | «By the Sea»                       | Бонэм Картер, Депп                 | 2:19         |
| 19. | «Not While I’m Around» ()          | Сандерс, Бонэм Картер              | 4:11         |
| 20. | «Final Scene» ()                   | Бонэм Картер, Депп, Келли, Рикман  | 10:21        |

## Места в чартах
| Чарт                         | Наивысшее место |
| ---------------------------- | --------------- |
| US Billboard 200             | 16              |
| US Billboard Top Soundtracks | 3               |

## Награды и номинации
| Год  | Награда       | Категория        | Результат |
| ---- | ------------- | ---------------- | --------- |
| 2009 | Empire Awards | Лучший саундтрек | Номинация |
| 2009 | Грэмми        | Лучший саундтрек | Номинация |